# دايفيد إدواردز
دايفيد إدواردز (بالإنجليزية: David "Honeyboy" Edwards)‏ (و. 1915 – 2011 م) هو عازف قيثارة، ومغني، وموسيقي، وممثل، من الولايات المتحدة الأمريكية، ولد في شاو، توفي في شيكاغو، عن عمر يناهز 96 عاماً.

## جوائز
حصل على جوائز منها:
- جائزة غرامي لإنجاز العمر (2010).

## وصلات خارجية
- دايفيد إدواردز على موقع IMDb (الإنجليزية)
- دايفيد إدواردز على موقع ألو سيني (الفرنسية)
- دايفيد إدواردز على موقع ميوزك برينز (الإنجليزية)
- دايفيد إدواردز على موقع أول موفي (الإنجليزية)
- دايفيد إدواردز على موقع قاعدة بيانات الأفلام السويدية (السويدية)
- دايفيد إدواردز على موقع أول ميوزيك (الإنجليزية)
- دايفيد إدواردز على موقع ديسكوغز (الإنجليزية)
- دايفيد إدواردز على موقع كينوبويسك (الروسية)